# Blue Seven
Blue Seven è un album dell'organista Shirley Scott con Oliver Nelson e il trombettista Joe Newman, pubblicato dalla Prestige Records nel 1965. Il disco fu registrato il 22 agosto 1961 al Van Gelder Studio di Englewood Cliffs, New Jersey (Stati Uniti).

## Tracce
Lato A
1. Blue Seven – 6:45 (Sonny Rollins)
2. Don't Worry About It Baby Here I Am – 6:40 (Shirley Scott)
3. Nancy – 5:30 (James Van Heusen, Phil Silvers)

Lato B
1. Wagon Wheels – 12:30 (Peter DeRose, Billy Hill)
2. Give Me the Simple Life – 5:45 (Rube Bloom, Harry Ruby)

Edizione CD del 2000, pubblicato dalla Original Jazz Classics Records
1. Blue Seven – 6:45 (Sonny Rollins)
2. How Sweet – 7:37 (Shirley Scott) – Bonus Track
3. Don't Worry 'Bout It Baby, Here I Am – 6:40 (Shirley Scott)
4. Nancy (with the Laughing Face) – 5:28 (James Van Heusen, Phil Silvers)
5. Wagon Wheels – 12:09 (Peter DeRose, Billy Hill)
6. Give Me the Simple Life – 5:36 (Rube Bloom, Harry Rubin)

## Musicisti
- Shirley Scott - organo
- Oliver Nelson - sassofono tenore
- Joe Newman - tromba
- George Tucker - contrabbasso
- Roy Brooks - batteria